# Roz-Landrieux
Roz-Landrieux (bretonisch: Roz-Lanrieg, Gallo: Roz-Landrioec) ist eine französische Gemeinde mit 1.376 Einwohnern (Stand: 1. Januar 2022) im Département Ille-et-Vilaine in der Region Bretagne. Sie gehört zum Arrondissement Saint-Malo und zum Kanton Dol-de-Bretagne. Die Einwohner werden Rozéens genannt.

## Geographie
Roz-Landrieux liegt etwa 19 Kilometer südöstlich von Saint-Malo. Umgeben wird Roz-Landrieux von den Nachbargemeinden La Fresnais im Norden, Mont-Dol im Osten und Nordosten, Dol-de-Bretagne im Osten und Südosten, Baguer-Morvan im Süden und Südosten, Plerguer im Süden und Westen sowie Lillemer im Nordwesten.
Durch die Gemeinde führt die Route nationale 176.

## Bevölkerungsentwicklung
| Jahr                      | 1962 | 1968 | 1975 | 1982 | 1990 | 1999 | 2006 | 2013 |
| Einwohner                 | 1046 | 962  | 937  | 865  | 939  | 1057 | 1159 | 1323 |
| Quelle: Cassini und INSEE |      |      |      |      |      |      |      |      |

## Sehenswürdigkeiten
Siehe auch: Liste der Monuments historiques in Roz-Landrieux

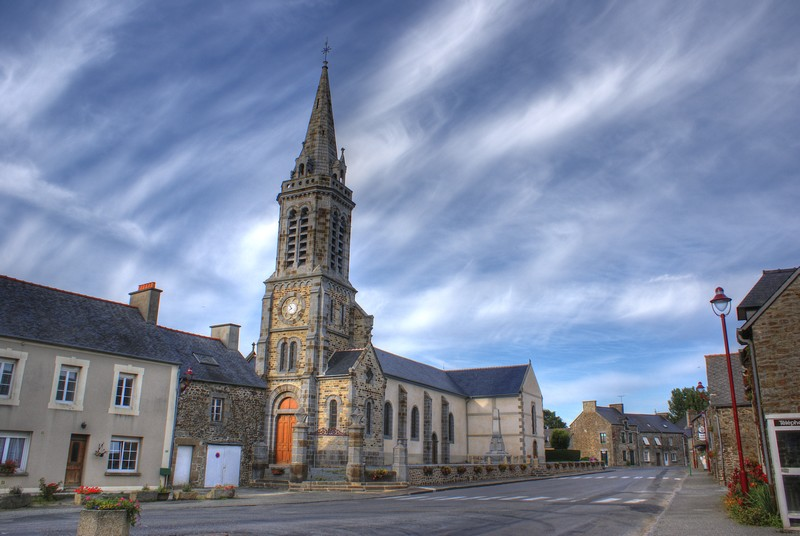
Kirche Saint-Pierre

- Kirche Saint-Pierre
- Großkreuz von La Pimorais